# Cantonul Saint-Dizier-Nord-Est
Cantonul Saint-Dizier-Nord-Est este un canton din arondismentul Saint-Dizier, departamentul Haute-Marne, regiunea Champagne-Ardenne, Franța.

## Comune
- Bettancourt-la-Ferrée
- Chancenay
- Saint-Dizier (parțial, reședință)